# Angélique Beldner
Angélique Beldner (* 8. Januar 1976 in Bern, verheiratet als Angélique Beldner-Wälchli) ist eine Schweizer Radio- und Fernsehjournalistin und Moderatorin.

## Leben
Beldners Mutter war alleinerziehend, ihr  Vater ist aus Benin. Sie machte eine Lehre als Typografin. Anschliessend besuchte sie eine Schauspielschule und arbeitete ab 1999 bei Radio Förderband in Bern. Von 2002 bis 2004 war sie für SRF Virus tätig. Nach einem Auslandaufenthalt und einer Anstellung in der Kommunikationsbranche wurde sie 2006 Chefredaktorin bei Radio Canal 3 in Biel. 2008 wechselte sie zu Radio SRF und arbeitete dort als Redaktorin und Moderatorin für die Nachrichten. Seit 2015 arbeitet sie bei Fernsehen SRF und moderiert dort die Mittags- und Abendausgabe der Tagesschau.
Seit Januar 2020 moderiert sie die Quiz-Sendung 1 gegen 100 und löste damit Susanne Kunz als Moderatorin ab.
Beldner ist verheiratet und Mutter zweier Söhne.

## Buch
- Der Sommer, in dem ich Schwarz wurde (mit Martin R. Dean). Atlantis, Zürich 2021, ISBN 978-3-7152-5000-7.[6]